# Cavanillesia platanifolia

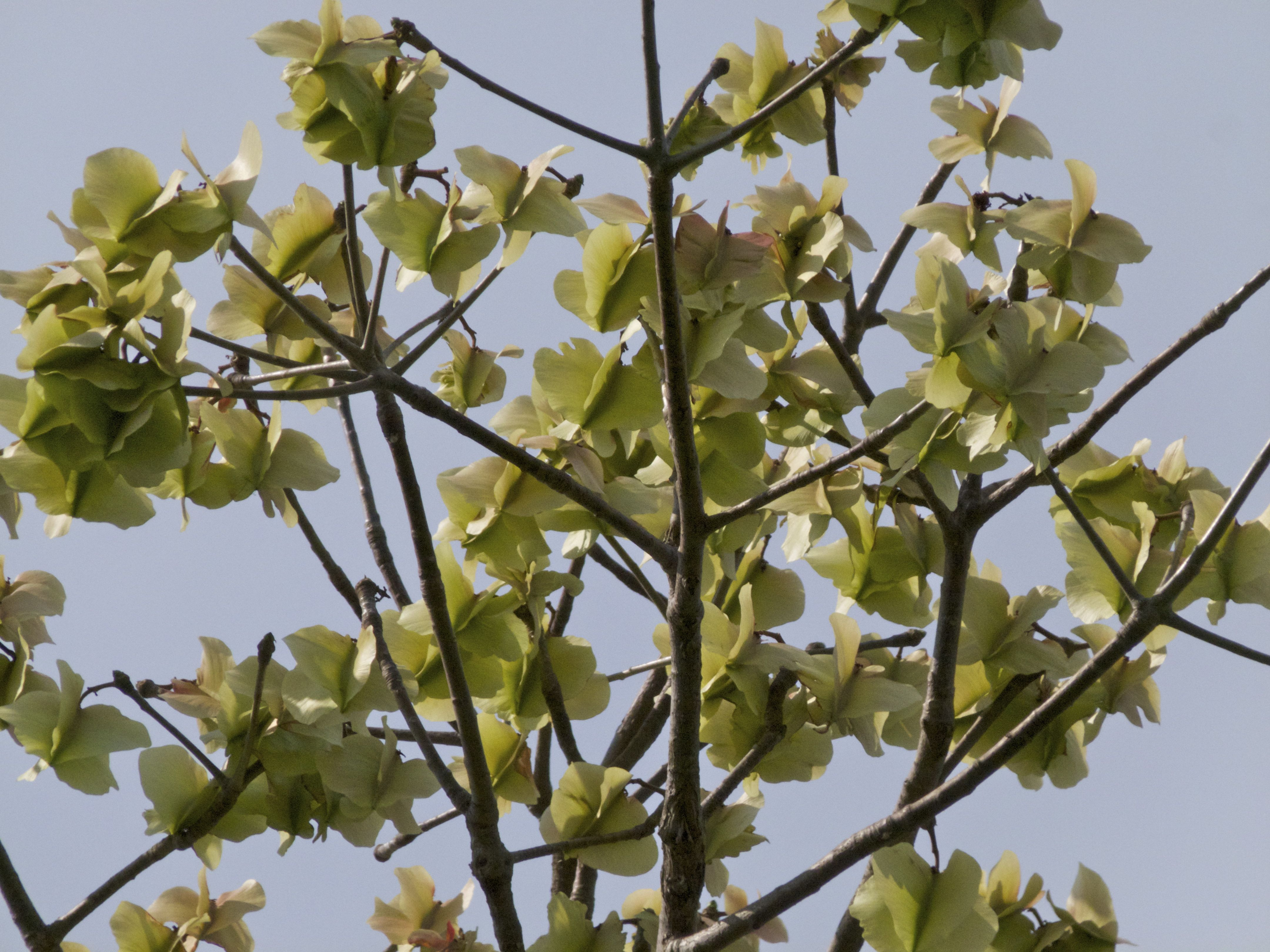
Junge Früchte

Cavanillesia platanifolia ist ein Baum in der Familie der Wollbaumgewächse aus Nicaragua, Costa Rica, Panama, Kolumbien, Ecuador und Peru. Er ist bekannt als Cuipo oder Quipo sowie Macondo und ist recht langlebig.

## Beschreibung
Cavanillesia platanifolia wächst als schnellwüchsiger, laubabwerfender Baum mit kleiner Krone bis über 40 Meter hoch. Der geschwollene Stamm ist pachycaul und der Stammdurchmesser erreicht bis über 2 Meter. Es werden Wurzelanläufe oder kleine Brettwurzeln gebildet. Die relativ glatte Borke ist grau und oft auffällig mit Abstand fein „geringelt“.
Die wechselständigen, schraubigen, einfachen Laubblätter an den Zweigenden sind lang gestielt. Die Blattstiele sind bis zu 25 Zentimeter lang. Die bis zu 30 Zentimeter großen, herzförmigen und eiförmigen bis verkehrt-eiförmigen, ganzrandigen Blätter sind spitz bis zugespitzt oder abgerundet. Sie sind unterseits fein behaart bis fast kahl, heller und oberseits fast kahl, sie sind bei jungen Blättern meist ganz und dann später gelappt, mit bis zu 7 Lappen. Die Nervatur ist handförmig. Es sind kleine. meist abfallende Nebenblätter vorhanden.
Es werden achselständige, kurze und doldig-zymöse, fein rostig behaarte Blütenstände gebildet. Es sind 3 abfallende Tragblätter bei den Blüten vorhanden. Die gestielten, zwittrigen und fünfzähligen Blüten mit doppelter Blütenhülle sind rot-weiß oder -grün. Sie erscheinen vor den Blättern. Der bis 1,5 Zentimeter lange, ledrige, becherförmige, fünfzipflige Kelch ist außen fein rostig und innen seidig behaart. Die länglichen bis verkehrt-eilanzettlichen, bis 2,5 Zentimeter langen Kronblätter sind zurückgelegt und in oberen Bereich etwas behaart. Die vielen Staubblätter, mit einthekigen Antheren, sind mit mehreren Bündeln im unteren Teil in einer Röhre verwachsen. Der behaarte, mehrkammerige, rippige Fruchtknoten ist oberständig mit langem Griffel und gelappter Narbe. Es sind Nektarien vorhanden. Die Blüten öffnen sich in der Dämmerung.
Es werden nicht öffnende, holzige, schmale, spindelförmige, bis zu 12 Zentimeter lange, meist einsamige Früchte, Flügelnüsse, am beständigen Kelch mit Kron-, Staubblattresten, mit vier- oder fünf großen, bis 15 Zentimeter langen, bis 8 Zentimeter breiten, membranös-holzigen, erst grünen dann rötlichen bis zuletzt bräunlichen Flügeln gebildet. Die Samen liegen in einer schleimig-gelatinösen Masse.

## Verwendung
Das helle, grobe Holz ist ähnlich wie Balsaholz, es ist sehr leicht und weich, es wurde für Kanus und Flöße verwendet.
Die Samen gelten als essbar. Aus der inneren Rinde kann ein Faser erhalten werden.